# Palais Harrach (Freyung)
Pour le palais situé à Prague, voir Palais Harrach. Pour le palais situé à Vienne, voir Palais Harrach (Ungargasse).

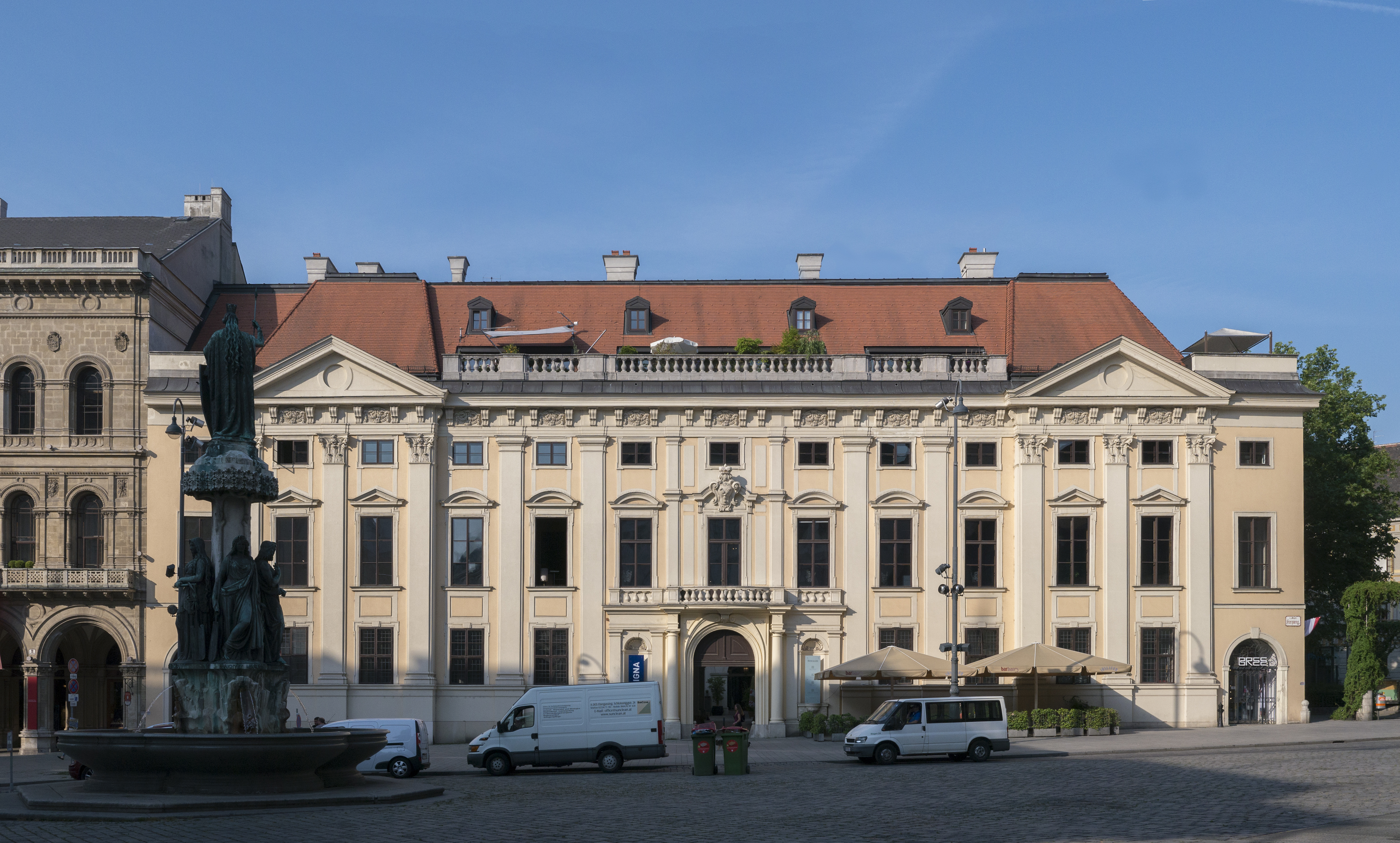
Palais Harrach sur le Freyung.

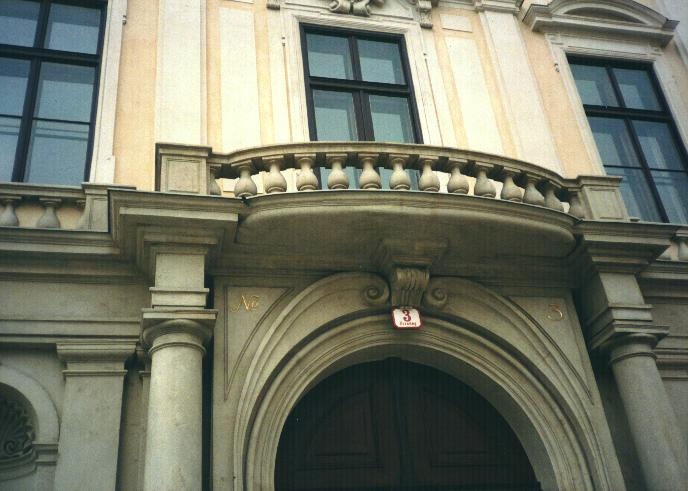
Palais Harrach, détail du portail.

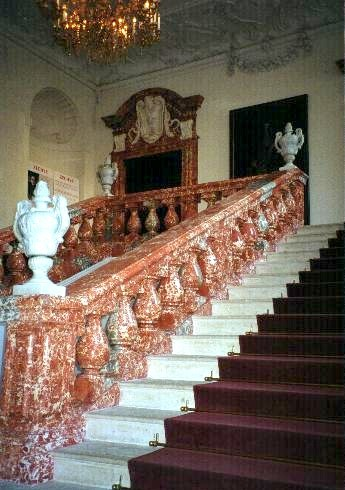
Palais Harrach, escaliers.

Le palais Harrach est un palais urbain de Vienne situé sur le Freyung, dans l'Innere Stadt de Vienne. 

## Histoire
À la place de l'actuel Palais Harrach, il y avait trois petites maisons assemblées par Jörg von Puchheim. En 1626, ce bâtiment fut acheté par le comte du Reich Karl von Harrach. Cependant, les Harrach vendent ce bâtiment à la famille Auersperg en 1658. 
Comme l'ancien bâtiment résidentiel a brûlé peu de temps avant le deuxième siège turc en 1683, il a été revendu. Les ruines ont été achetées par l'ambassadeur le comte Ferdinand Bonaventura von Harrach, de sorte que le chantier est retombé dans la possession de la famille Harrach. Un nouveau palais a été construit vers 1690 pour le compte du comte Ferdinand Bonaventura Harrach. Il a été bâti en style baroque. 
Le palais abritait, par exemple, la collection de peintures Harrach. Il a été gravement endommagé par un bombardement en 1944 et a été restauré en 1948-1952 après la Seconde Guerre mondiale. 
De 1994 à 2003, il a servi au Kunsthistorisches Museum comme lieu d'expositions spéciales, de lectures, de conférences et de concerts. 
À droite du palais se trouvait le jardin, dont la taille s'est progressivement réduite au fil des ans. Aujourd'hui, un petit espace vert le rappelle. Un pavillon de jardin de Johann Lucas von Hildebrandt, qui formait une frontière nette entre Freyung et Herrengasse, se tenait ici jusqu'au bombardement de 1944. 
Le Palais Harrach appartenait à la société ÖRAG-Immobilien ; Aujourd'hui, il appartient à une fondation laissée par Karl Wlaschek en 2015. 

## Littérature
- Günther Heinz: Catalogue de la Gemäldegalerie du comte Harrach'schen . Palais Harrach, Vienne 1960, (OCLC 630481301)   .
- Hellmut Lorenz : Domenico Martinelli et l'architecture baroque autrichienne, Das Stadtpalais Harrach, entre autres Maison d'édition de l'Académie autrichienne des sciences, Vienne 1991,  (ISBN 3-7001-1859-7) .
- Wilhelm Georg Rizzi, Hellmut Lorenz, Luigi A. Ronzoni a.   a.: Palais Harrach: histoire, revitalisation et restauration de la maison de la Freyung à Vienne. Rudolf Trauner University Press, Linz 1995,  (ISBN 3-85320-713-8) .

## Liens web
- Eintrag über
- Informations sur le Palais Harrach à Vienne
- Helmuth Furch 1995, Graefl. Archives Harrachsche et la carrière Kaiser

## Source de traduction
- (de) Cet article est partiellement ou en totalité issu de l’article de Wikipédia en allemand intitulé « Palais Harrach (Freyung » (voir la liste des auteurs).